# Рябинкин, Василий Васильевич
Василий Васильевич Рябинкин — советский хозяйственный, государственный и политический деятель, Герой Социалистического Труда.

## Биография
Родился в 1921 году на станции Мстинский мост. Член КПСС с 1943 года.
Участник Великой Отечественной войны и войны с Японией, командир приборного отделения 2-й батареи 525-го, затем 2013-го зенитного артиллерийского полка 14-й зенитной артиллерийской дивизии Резерва Главного командования. С 1946 года — на хозяйственной, общественной и политической работе. В 1946—1980 гг. — помощник машиниста паровоза, электросварщик Центрального производственно-ремонтного предприятия Ленэнерго Министерства энергетики и электрификации СССР.
Указом Президиума Верховного Совета СССР от 3 января 1974 года за выдающиеся успехи в выполнении и перевыполнении планов 1973 года и принятых социалистических обязательств присвоено звание Героя Социалистического Труда с вручением ордена Ленина и золотой медали «Серп и Молот».
Делегат XXV съезда КПСС.
Умер в Ленинграде в 1985 году.